# Ardeoani
Ardeoani è un comune della Romania di 2 520 abitanti, ubicato nel distretto di Bacău, nella regione storica della Moldavia.
Il comune è formato dall'unione di 4 villaggi: Ardeoani, Dianca, Iliești, Leontinești.